# Коулман, Крис
Кри́стофер Па́трик «Крис» Ко́улман (англ. Christopher Patrick "Chris" Coleman; род. 10 июня 1970, Суонси) — валлийский футболист и тренер. Выступал на позиции защитника.

## Карьера игрока

### Клубная
Первым профессиональным клубом в карьере Криса Коулмана стал «Манчестер Сити», куда футболист попал в 16-летнем возрасте. Впрочем, за «горожан» защитник не сыграл ни одного матча, имея с клубом лишь юниорский контракт.
В 1987 году Коулман вернулся в родной город, подписав контракт с клубом четвёртого английского дивизиона «Суонси Сити». О переходе Криса его отец договорился с тренером Терри Йоратом. «Манчестер Сити» не хотел отпускать Коулмана бесплатно, поэтому «Суонси Сити» согласился на компенсацию в размере трети от будущей выручки в случае последующей продажи футболиста. За четыре года выступлений в команде футболист сыграл 160 матчей и забил 2 гола. В первом же сезоне, когда Коулман выступал за клуб, «Суонси» вышел в третий дивизион. Дважды (в 1989 и 1991 годах) защитник в составе клуба завоёвывал Кубок Уэльса. В сезоне 1989/90 валлиец сыграл 2 матча в Кубке обладателей кубков.
С 1991 по 1995 год Крис Коулман выступал за лондонский клуб «Кристал Пэлас». В составе «стекольщиков» в сезоне 1991/92 защитник дебютировал в Футбольной лиге Англии. По итогам своего выступления за столичный клуб Коулман был включён болельщиками «Кристал Пэлас» в число лучших 11 игроков в истории клуба.
Отыграв первую половину сезона 1995/96 в составе «орлов», выбывших к тому времени во второй дивизион, футболист вернулся в Премьер-лигу, став игроком «Блэкберн Роверс». С 1997 по 2002 год Коулман выступал за «Фулхэм», был капитаном команды и поднялся с ней в Премьер-лигу из третьего дивизиона. 2 января 2001 года защитник попал в автомобильную аварию в графстве Суррей. Последствия этой аварии заставили его завершить карьеру игрока в октябре 2002 года.

### В сборной
Крис Коулман впервые сыграл за сборную Уэльса 29 апреля 1992 года в товарищеском матче с командой Австрии. Главный тренер команды Терри Йорат выпустил защитника на 59-й минуте встречи вместо его одноклубника Эрика Янга, и за 7 минут до конца игры Коулман, поразив ворота Михаэля Конзеля, принёс своей команде ничью.
В дальнейшем тренер ещё раз использовал игрока в товарищеском матче.
При Джоне Тошак Коулман сыграл за национальную команду лишь однажды: 9 марта 1994 года в Кардиффе он вышел на поле в стартовом составе и забил единственный гол валлийцев в ворота Норвегии.
Майк Смит стал тем тренером, при котором Коулман дебютировал в отборочном турнире к чемпионату Европы. На матч против Албании футболист вышел в стартовом составе и забил один из голов своей команды.
Сумел защитник отличиться и при следующем наставнике сборной Бобби Гоулде, отправив мяч в ворота белорусов 14 октября 1998 года.
В последний раз Крис Коулман вышел на поле в форме национальной команды 14 мая 2002 года в товарищеской игре с командой Германии, закончившейся победой валлийцев.
Всего защитник сыграл за сборную 32 матча и забил 4 гола. Он выступал в матчах отборочных турниров к чемпионатам Европы—1996 (7 игр, 1 гол) и 2000 (7 игр, 1 гол), чемпионатам мира—1998 (2 игры) и 2002 (3 игры).

## Карьера тренера
После окончания карьеры игрока Крис Коулман остался в «Фулхэме» и вошёл в тренерский штаб Жана Тигана. 17 апреля 2003 года француз был отправлен в отставку, и Коулман стал исполнять обязанности главного тренера. На тот момент команда занимала 15-е место в чемпионате с отрывом в 5 очков от зоны вылета. В 5 оставшихся матчах под руководством Коулмана «Фулхэм» набрал 10 очков и занял 14-е место. По окончании сезона валлиец был утверждён на посту главного тренера команды, опередив таких конкурентов, как Клаус Топпмёллер и Джордж Бернли. Таким образом, Коулман стал самым молодым на тот момент тренером команды Премьер-лиги.
В следующем сезоне «Фулхэм» занял 9-е место в чемпионате, и летом 2004 года Коулман и его помощник Стив Кин продлили соглашения с клубом.
9-е место стало наивысшим успехом для команды при Коулмане. По итогам двух следующих сезонов «дачники» занимали места в нижней части турнирной таблицы. Весной 2007 года после серии из 7 матчей без побед «Фулхэм» расторг контракт с тренером, и 10-летнее сотрудничество столичного клуба с Крисом Коулманом завершилось.
9 июля 2007 года Крис Коулман был назначен главным тренером футбольного клуба испанской Сегунды «Реал Сосьедад». Назначение состоялось по рекомендации бывшего менеджера команды из Сан-Себастьяна Джона Тошака.
Под руководством второго в своей истории валлийского специалиста сине-белые в 20 матчах набрали 31 очко.
16 января 2008 года Коулман подал в отставку со своего поста.
В феврале 2008 года после отставки Иана Доуи в переговоры с Коулманом вступил клуб Чемпионшипа «Ковентри Сити». 19 февраля валлиец был официально представлен в качестве главного тренера команды, заключив контракт на 3,5 года.
Футбол «Ковентри» при Коулмане характеризовался как «аккуратный», отмечалась неплохая игра в пас. С приходом в клуб перед специалистом была поставлена задача занять место в плей-офф (не ниже 6-го). Однако в сезоне 2007/08 команда финишировала 21-й, а годом позже заняла 17-е место, выиграв лишь раз в последних 12 матчах чемпионата. Сезон 2009/10 «небесно-голубые» завершили на 19-й строчке, на финише была серия из 11 матчей без побед и поражение от «Уотфорда» со счётом 0:4. 4 мая 2010 года правление «Ковентри» приняло решение расторгнуть контракт с тренером.
С мая 2011 по февраль 2012 года валлиец возглавлял греческий клуб второго дивизиона «Лариса», но покинул команду из-за её финансовых проблем.
19 ноября 2017 года Коулман стал главным тренером «Сандерленда». Клуб уволил его в апреле 2018 года.
10 июня 2018 года возглавил китайский «Хэбэй Чайна Форчун».

## Достижения

### В качестве игрока
«Суонси Сити»
- Обладатель Кубка Уэльса (2): 1988/89, 1990/91

«Фулхэм»
- Победитель Чемпионшипа: 2000/01